# Lanzia ovispora
Lanzia ovispora är en svampart som beskrevs av Spooner 1987. Lanzia ovispora ingår i släktet Lanzia och familjen Rutstroemiaceae.   Inga underarter finns listade i Catalogue of Life.